# Габолтов
Габолтов (слч. Gaboltov) насељено је мјесто са административним статусом сеоске општине (слч. obec) у округу Бардјејов, у Прешовском крају, Словачка Република.

## Становништво
| Година:    | 1994. | 2004.    | 2014.   | 2024.   |
| ---------- | ----- | -------- | ------- | ------- |
| Број људи: | 465   | 520      | 510     | 528     |
| Разлика:   |       | +11,82 % | -1,92 % | +3,52 % |

| Година:    | 2023. | 2024.   |
| ---------- | ----- | ------- |
| Број људи: | 523   | 528     |
| Разлика:   |       | +0,95 % |

Према подацима о броју становника из 2024. године насеље је имало 528 становника.